# Divox
Divox is een handelsnaam voor zuurstofgas in de duikindustrie. Het wordt gebruikt als ademgas in het technisch en beroepsduiken en het staat voor Divers Oxygen. 
Zuurstofgas was standaard verkrijgbaar in medicinale, vliegeniers en industriële varianten. De medische variant is sinds begin 2007 alleen op recept leverbaar. De industriële variant wordt niet geschikt geacht om te ademen en de vliegenierszuurstof is erg droog en daardoor minder geschikt om mee te duiken aangezien de duiker nog verder zal dehydrateren. Een gasleverancier heeft toen Divox op de markt gebracht en zuurstofgas werd daarmee weer verkrijgbaar voor de duikindustrie.
Divox wordt in de duikwereld gebruikt om decompressiestops mee te maken of als menggas om Nitrox, Trimix of Heliox te maken.

## Mengsels
- Perslucht bestaat bijvoorbeeld uit (voornamelijk) zuurstofgas en stikstofgas.
- Nitrox is perslucht met een verhoogd zuurstofgehalte.
- Heliox en Trimix zijn weer ademgassen waarbij de stikstofcomponent (gedeeltelijk) vervangen is door een ander (inert) gas, te weten helium.